# Роллс Холл
Роллс Холл (англ. Rolls Hall) — викторианское здание на Уайткросс-стрит, Монмут, Монмутшир, на данный момент исполняющее функции публичной библиотеки и построенное как дар городу в честь золотого юбилея королевы Виктории Джоном Роллсом, будущим Лордом Ллангатток. Здание 8 октября 2005 года внесено в список культурного наследия Великобритании под уровнем II и является одним из 24 зданий Тропы культурного наследия Монмута.

## История
Здание было построено в 1887—1888 годах Ф. Пауэллом за 8000 фунтов стерлингов, в якобинском стиле. Постройка была осуществлена в честь золотого юбилея королевы Виктории, в качестве материалов использовались старый красный песчаник и лесной белый камень. Семья Роллсов владела многими земельными угодьями в Монмутшире и выступала в Монмуте известными благотворителями; они приняли участие в открытии здания 24 мая 1888 года. Здание было спроектировано архитектором Пауэллом, который был старшим сыном мэра Монмута, господина Чампни Пауэлла. В 1889 году тут был установлен новый орган, романтическое дополнение к проекту Уильяма Свитленда (William Sweetland), а в следующем году здесь было развешено несколько картин. В сентябре 1890 года в здании была успешно проведена выставка изобразительного искусства и промышленных достижений, каталог которой можно увидеть в музее Монмута. Между 1897 и 1903 годами в здании было сделано несколько постановок с Беном Гритом (Ben Greet) в качестве актёра, режиссёра и импресарио.
В 1963 году орган был проверен настройщиком, объявившим, что влажность слишком повлияла на инструмент, и он разваливается. В местной газете было сделано сообщение об этом, но орган оставался в помещении ещё не менее трёх лет, пока зал использовался как танцпол и ночной клуб.
В 1992 году здание стало использоваться публичной библиотекой города, раньше располагавшейся в Шир Холле. Библиотека была восстановлена в 2010 году на грант в 210 000 фунтов стерлингов от Museums Archives and Libraries: Wales. В библиотеке по-прежнему висят портреты благотворителей, благодаря которым здание было построено, а мозаичный пол, в котором была показана связь гербов Монмута и Роллсов, в настоящее время выставлен на противоположной от портретов стене.
В 2012 году в библиотеке на каждый шкаф были установлены QR-коды QRpedia в рамках проекта «MonmouthpediA». Кроме того, сотрудники библиотеки разместили эти коды, рассказывающие об авторах произведений, в десятках книг.